# C. Stănescu
Constantin Stănescu, mai cunoscut drept C. Stănescu, (n. 18 octombrie 1938, Bărcănești, Ialomița, România) este un critic literar român.

## Biografie
S-a născut în familia învățătorilor Tinca (n. Nicolescu) și Constantin Stănescu. A urmat școala elementară în comuna Bărcănești (1946-1952), Liceul „Mihai Viteazul” din București (1952-1955) și apoi Facultatea de Limba și Literatura Română a Universității din București (1957-1962). În 1971 a obținut titlul de doctor în filologie la Universitatea din București cu teza Dezvoltarea sonetului în Renașterea italiană.
După absolvirea facultății a lucrat ca redactor, șef de secție și redactor-șef adjunct la ziarul Scînteia tineretului (1962-1977), apoi redactor și șeful secției culturale la ziarul Scînteia (1984-1989) și șeful departamentului cultural al ziarului Adevărul (1989-2005). În anul 1990 a fondat, împreună cu Mihai Caranfil și Victor Vântu, suplimentul Adevărul literar și artistic, pe care l-a condus până în 2005, când s-a transferat la ziarul Gândul împreună cu echipa lui Cristian Tudor Popescu. Adevărul literar și artistic a fost considerat una dintre cele mai bune publicații culturale care au apărut în perioada 1990-2005.

## Activitatea publicistică
A debutat în anul 1961 cu critică literară în ziarul Scînteia tineretului, unde a susținut din 1963 cronica literară. Cronicile sale literare au fost incluse în mai multe volume. Volumul său de debut, Cronici literare (1971), care conținea cronici ale unor cărți semnate de Mihail Sadoveanu, Ioan Slavici, Marin Preda, Alexandru George, Eugen Barbu, Nicolae Breban, Paul Georgescu, Alexandru Ivasiuc, D. R. Popescu, Radu Petrescu, Dumitru Țepeneag, Mircea Horia Simionescu etc., a fost distins cu Premiul Asociației Scriitorilor din București. În volumul ulterior, Poeți și critici (1972), analizează cărți publicate de Adrian Păunescu, Gabriela Melinescu, Nichita Stănescu, Ioan Alexandru, Ion Gheorghe, Mircea Dinescu, Matei Călinescu, Eugen Simion, Adrian Marino, Ileana Vrancea, Cornel Regman etc.
Cronici literare (1971) și Poeți și critici (1972) îl impun ca „un spirit pertinent în diagnosticul literar”. Cele trei volume ale cărții Jurnal de lectură nu au valori egale: analizele interpretative din primul volum sunt riguroase, în timp ce cronicile din celelalte două volume, publicate după transferarea criticului la Scînteia, sunt marcate de un conformism ideologic. După Revoluția din decembrie 1989 C. Stănescu a publicat volumul de convorbiri Interviuri din tranziție (1996), care reconstituie fragmente din viața culturală a epocii recente, și volumul Accente (2003), alcătuit dintr-o selecție de articole publicate între 1996-2003 care au reflectat diverse evenimente literar-culturale ale acelei perioade.
Criticul Mircea Iorgulescu îl considera „un polemism pătimaș, dizolvat adesea în complicate maliții, camuflat alteori în pure dezbateri de principii”, pe care-l interesa mai mult analiza interpretativă decât examinarea operei, în timp ce Aurel Sasu scria că foiletonistul C. Stănescu „s-a impus prin probitatea comentariilor și prin diagnosticarea fermă, exactă a valorilor”.

## Opera
- Cronici literare, Editura Cartea Românească, București, 1971;
- Poeți și critici, Editura Eminescu, București, 1972;
- Jurnal de lectură: studii critice, Editura Cartea Românească, București, 1978;
- Jurnal de lectură, București, 1983;
- Jurnal de lectură, București, 1988;
- Interviuri din tranziție, Editura Fundației Culturale Române, București, 1995;
- Accente. Jurnal indirect, București, 2003.